# Fridolin Frenzel

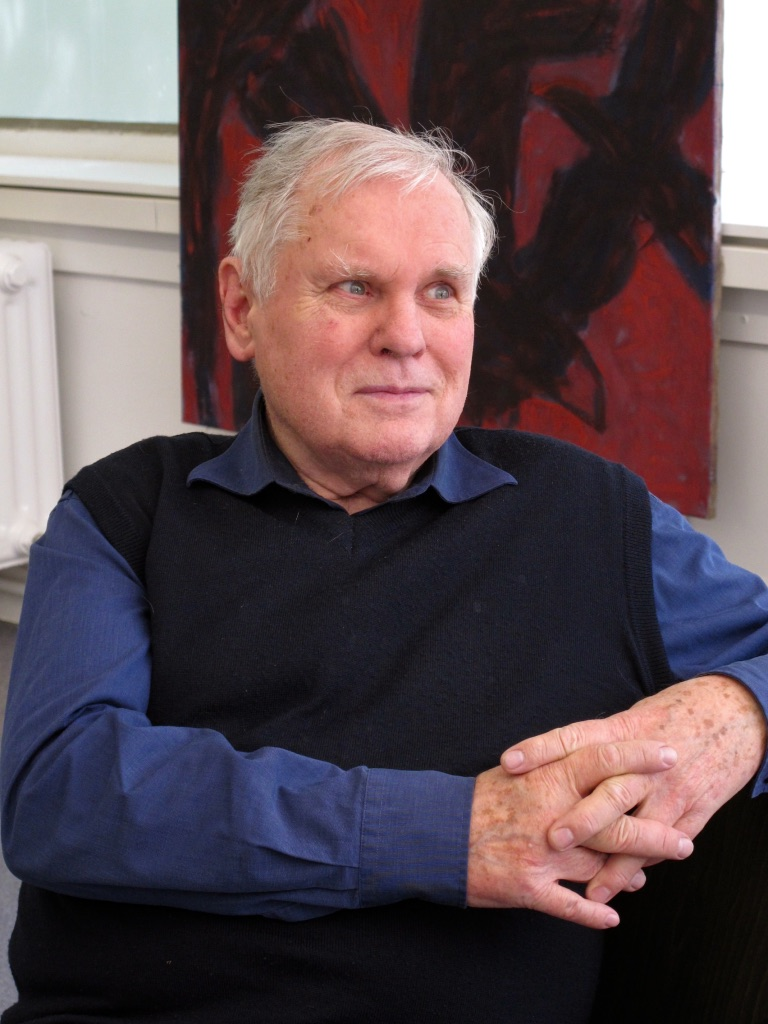
Fridolin Frenzel (2012)

Fridolin Frenzel (* 11. Oktober 1930 in Hopfgarten, Thüringen; † 6. September 2019 in Berlin; eigentlich Siegfried Frenzel) war ein deutscher Maler, Grafiker, Zeichner und Textilkünstler mit Ateliers in Frankfurt am Main, Beuerberg (Oberbayern), Berlin und Kleinmachnow.

## Leben und Werk

### Jugend in Weimar, 1930 bis 1950
Siegfried „Fridolin“ Frenzel wurde als Sohn eines Bankbeamten und einer Hausfrau geboren. Er hatte eine ältere Schwester (* 1928) und einen jüngeren Bruder (* 1940). Ab 1934 lebte die Familie in Weimar. Ab 1944 besuchte er die Handelsschule und wurde in dieser Zeit bereits als „Blumenstraußmaler [...] beliebt“. Das Kriegsende erlebte er als Knecht auf einem Bauernhof, von wo er Ende 1945 von der befreundeten Tänzerin Vera Müller an das Theater des Tanzes zurück nach Weimar geholt wurde. Hier assistierte er dem Maler Eberhard Steneberg, der für Kostüm- und Bühnenbild zuständig war. 1946/1947 arbeitete er in einer Werkstatt für Glasmalerei unter dem belgischen Glasmaler Alfons Annys. 1948 begann er ein Studium der Wandmalerei an der Hochschule für Baukunst und bildende Künste in Weimar unter Hermann Kirchberger, der ihm als Abteilungsleiter für bildende Kunst ein Stipendium verschafft hatte.
Neben seinem Studium 1949 ging er diversen Nebenbeschäftigungen nach, u. a. als Bergmann mit Vordiplom im Uranbergbau der Wismut AG. An der Hochschule studierte er u. a. mit Gerhard Altenbourg, Gerhard Kettner, Ev Grüger, Wolf Heinecke, Werner Stötzer und Helmut Lander, mit dem ihn eine lebenslange Freundschaft verbinden sollte. In dieser Zeit lernte er auch die Illustratorin, Malerin und spätere Ehefrau Sofie Herbig kennen, die Tochter des bekannten Nach-Expressionisten Otto Herbig, der seinerzeit ebenfalls an der Hochschule in Weimar lehrte. Im Hause Herbig kam er mit dem Einfluss von Expressionismus und Bauhaus in Berührung, was ihn besonders in seinen frühen Werken begleitete. „Der gestische Expressionismus wird sein Ausdrucksmittel. Dynamische Bildideen werden so adäquat formuliert.“

### Ateliers in Frankfurt am Main und Beuerberg (Oberbayern), 1953 bis 1973

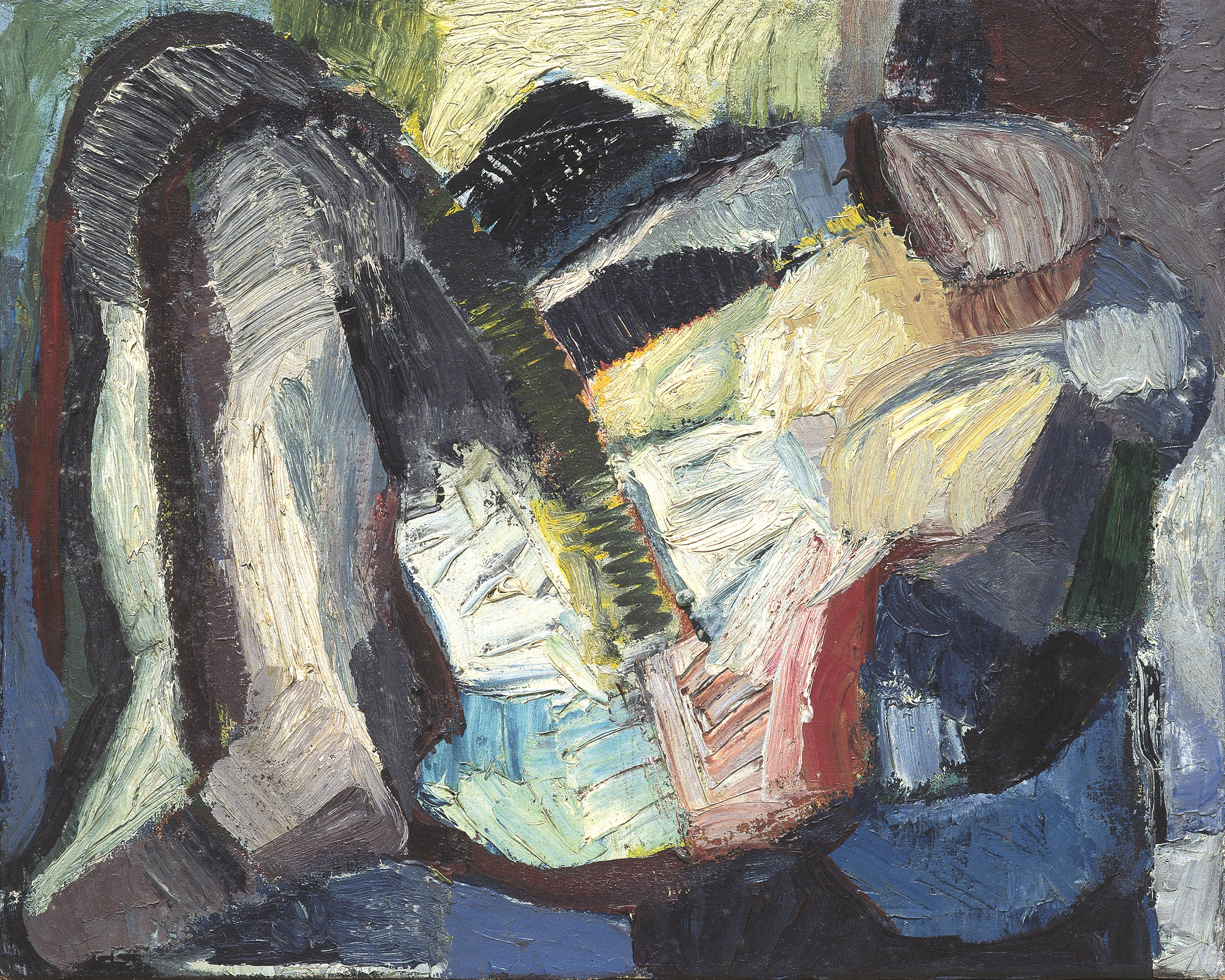
Frauenakt, Öl auf Leinwand, 1955

1951 wurde die Abteilung „Bildende Kunst“ in Weimar aufgelöst, weshalb es ihn zunächst nach Krefeld zog, wo er die Meisterklasse für Textilkunst an der Textilingenieurschule unter Georg Muche (vormals 1919 bis 1927 Bauhausmeister in Weimar) absolvierte. War er 1952 vorerst in der Textilindustrie bei Vossen in Gütersloh tätig, ging er im darauffolgenden Jahr nach Frankfurt am Main, wo er 1953 Sofie Herbig heiratete. In seiner Frankfurter Zeit war er u. a. als Lehrer für Kunst am Staatlichen Berufspädagogischen Institut und an der Fotoschule der Fotografin Marta Hoepffner (bis 1962) sowie als Lexikonzeichner beschäftigt. Im Frankfurter Kunstkabinett Hanna Bekker vom Rath lernte er dessen Gründerin, die Malerin Hanna Bekker vom Rath kennen, die ihm bald zur Freundin und Förderin wurde. Dort kam er u. a. in Kontakt mit Ludwig Meidner, Karl Schmidt-Rottluff, Erich Heckel, Emy Roeder und Ida Kerkovius. In den folgenden Jahren ging er mehrfach mit Hanna Bekker vom Rath und ihrem bemalten Koffer, gefüllt mit vormals von den Nationalsozialisten als „entartet“ verfolgter Kunst, auf Reisen. Besonders ihre Italienreise 1957 und ein Aufenthalt in Israel 1960 waren für ihn prägende Erlebnisse. 1957 veranstaltete er seine erste eigene Ausstellung in der Galerie am Dom in Frankfurt, auf die unzählige weitere folgten.
„Schon die frühesten Bilder, starkfarbige kleine Ölgemälde [...] unter dem Eindruck der Expressionisten im Hause Hanna Bekker vom Rath in Hofheim/Taunus [...] zeigen diesen Hang zur fortlaufenden Bewegung. Sie imitieren jedoch nicht den expressionistischen, monumentalen Großschwung, sondern zeigen einen in kleineren Rhythmen laufenden Pinselduktus [...]. Dieses Rhythmisch-Gestische [...] speist den Strom der künstlerischen Arbeit und schlägt sich als vitales Muster in allen Werken Frenzels nieder.“
1962 zog er mit seiner Familie nach Beuerberg (Oberbayern). In dieser Zeit beschäftigte er sich intensiv mit der zeitgenössischen Kunst des Tachismus, „der gestischen Malerei und der lyrischen Abstraktion reiner Farbmalerei“. Seine Kunst wurde nach eigenen Aussagen nun abstrakter und malerischer. Bereits seit 1954 fertigte er jedes Jahr einen Holzschnitt an, was sich bis in sein hohes Alter fortsetzte.

### Zwischen Beuerberg und Berlin, 1973 bis 1996 – Zeichnungen, Malerei, Holzschnitte, Frauen und Blumen

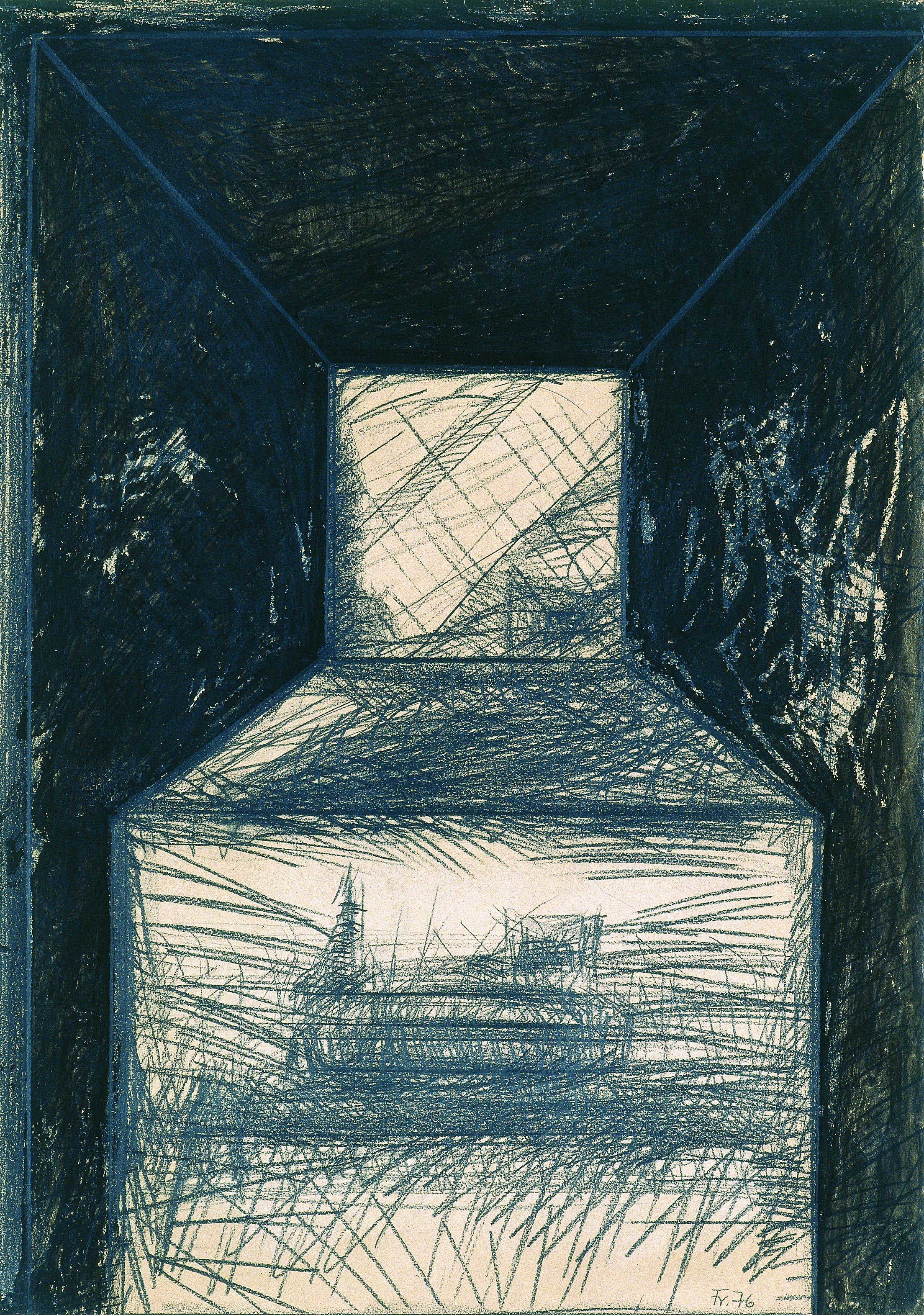
Gehäuse, Graphit und Farbe auf Papier, 1976

Ab 1973 pendelte er regelmäßig zwischen Beuerberg und Berlin, wo er ab 1975 ein eigenes Atelier unterhielt und in Kontakt mit dem Kunsthistoriker (und ab 1988 Direktor der Kunsthalle Nürnberg) Lucius Grisebach stand. Inspiriert von seinem städtischen Umfeld rückten nun v. a. Graphit-Zeichnungen von Architektur, Fenstern, Türen und Menschen in den Fokus seiner Werke, die u. a. 1976 in einer Ausstellung in der Galerie von Wolfgang Ketterer ausgestellt wurden. Zudem markierte diese bedeutende Phase auch einen Wechsel hin zu oftmals großformatiger Malerei vor allem von Stadt- und Architekturmotiven. 1978 legte er im Zuge des Wettbewerbs „Wo Weltgeschichte sich manifestiert“ einen Wandbildentwurf zur Bemalung einer Hauswand am Checkpoint Charlie vor. Hierzu schrieb er:
„Das Haus soll seiner inneren Bedeutung und seiner äußeren Situation entsprechend bemalt werden. Zu den in der Hauswand eingebauten 3 kleinen Fenstern kommt ein viertes gemaltes Fenster als bildhafte Öffnung nach außen [...]. Dadurch besteht die Möglichkeit, von verschiedenen Künstlern Arbeiten auf der Wand zu zeigen. Ein Bild im Bilde. [...] Ein monumental von einem Künstler bemaltes Haus würde dem politischen Provisorium des Grenzübergangs nicht entsprechen. Es ist ein unsicherer Ort, dessen Veränderbarkeit wünschenswert ist. [...]“ 
1986–1987 wurde seine Zeichnung „Martin-Gropius-Bau“ in der Edition „Stadtlandschaften“ zu „750 Jahre Berlin“ veröffentlicht. Ab 1988 war er Mitglied der Neuen Darmstädter Sezession, mit der er schon im Lauf der 1970er Jahre, noch intensiver ab 1985 durch Pit Ludwig und seinen Freund Helmut Lander, in regen Kontakt gekommen war und an diversen nationalen und internationalen Ausstellungen teilhatte. Seine Kunst der 1980er Jahre fokussierte sich nun weniger auf Zeichnungen als auf malerische „große Personenbilder von allgemein figuralem Ausdruck, der die Gattung reiner Porträts weit hinter sich lässt“ und darüber hinaus auf Blumenmotive. 1990 wurden seine „Arbeiten von 1980–1990“ in der gleichnamigen Ausstellung in der Ladengalerie (Berlin) ausgestellt.

### Kleinmachnow, 1996 bis 2019 – Wald-, Baum- und Vogelbilder

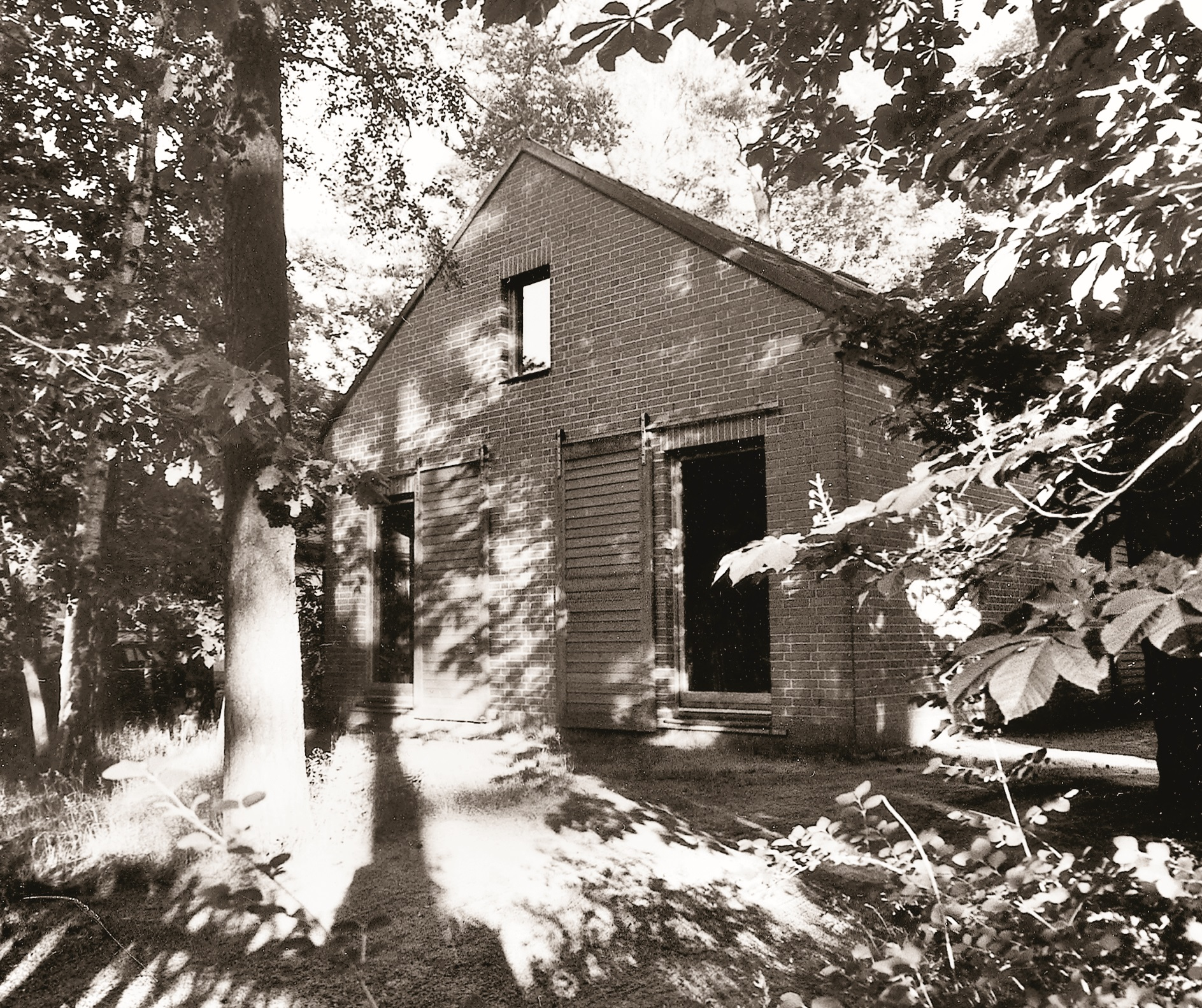
Atelierhaus in Kleinmachnow, Privatfoto, 2005

Nach der Wende 1989/1990 zog er Mitte der 1990er Jahre in ein auf einem zurückerstatteten Grundstück seiner Ehefrau Sofie nach seinem Entwurf gebautes Atelierhaus nach Kleinmachnow. In seiner Kleinmachnower Zeit engagierte er sich in der Region, u. a. mit unzähligen Ausstellungen und als 2009 Gründungsmitglied des Kunstvereins „Die Brücke Kleinmachnow Kunstverein e. V.“ Seine Malerei richtete sich einmal mehr nach seinem Umfeld, insbesondere Natur- und Vogeldarstellungen prägten seine späte Schaffensphase.

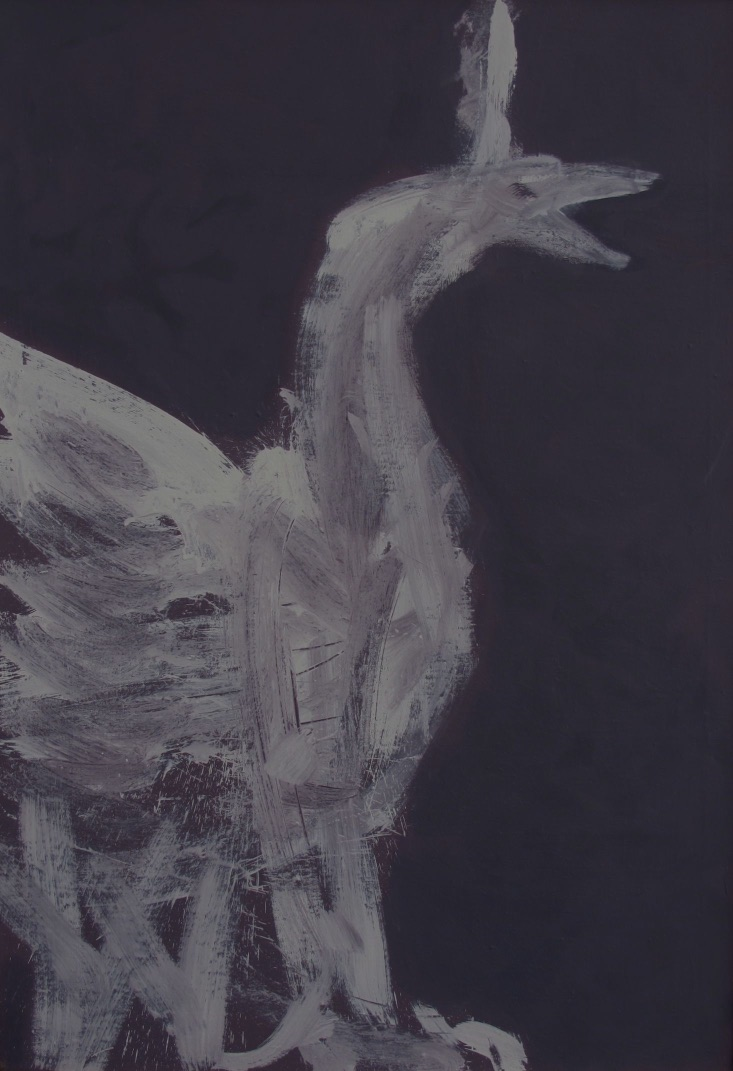
Pavo, Öl auf Leinwand, 2008

„Die Spätphase seines Werks nach 1990 spiegelt auch die Wende der Lebensverhältnisse nach der politischen Wende. [...] Farbe und Malerisches befreien sich ab 1990 ganz. Serien von Figuren und Bäumen in breit gestrichenen, leuchtenden Farben verbinden das Malerische und den zeichnenden Gestus auf kraftvoll ausgleichende Weise.“
Frenzel verstarb im September 2019 und hinterließ zwei Töchter, die Performance-Künstlerin Hanna Frenzel und die Designerin Maria Frenzel-Ernst. Zu seiner weiteren Verwandtschaft gehörten: Der Expressionist Otto Herbig, dessen erste Ehefrau Johanna Herbig-Gräf war, die Schwester der Bildhauerin Lili Gräf. Otto Herbigs zweite Frau, Elisabeth Lübke, war die geschiedene zweite Frau von dem Brücke-Expressionisten Otto Mueller.
Frenzels Arbeiten befinden sich u. a. in den Sammlungen Hanna Bekker vom Rath, Deutsche Bundesbank, Graphische Sammlung des Hessischen Landesmuseums Darmstadt, Museum am Checkpoint Charlie Berlin, Senat von Berlin, Gesobau Berlin, Berlinische Galerie, Bayerische Staatsgemäldesammlungen, Neue Pinakothek München, ADAC Sammlung München und dem Klingspor-Museum Offenbach.

## Ausstellungen (Auswahl)

### Einzelausstellungen
- 1957: Frankfurt am Main, Galerie am Dom
- 1959: Frankfurt am Main, Playhouse
- 1967: Darmstadt, Kellergalerie im Schloss
- 1970: München, Galerie TamS
- 1976: München, Stuck Villa, Galerie Ketterer Kunst
- 1978: München, Siemens AG
- 1980: Berlin, Kunstamt Tiergarten, Haus am Lützowplatz
- 1986: Eindhoven, Het Appolohuis
- 1986: Krakau, Galerie Pryzmat
- 1988: Wasserburg am Inn, Galerie Ganserhaus
- 1989: Darmstadt, Staatstheater Darmstadt
- 1990: Berlin, Ladengalerie
- 1992: Płok, Biuro Wystaw Artystycznych
- 1992/1993/1995/1999: Mühltal-Trautheim, Galerie Lattemann
- 1995: Gauting, Kunstverein und Niederreuther Stiftung
- 1997: Kleinmachnow, Kammerspiele
- 2000: Kleinmachnow, Kunstverein
- 2000: Weimar, Galerie Hebecker
- 2005: Potsdam, KunstHaus Potsdam e. V.
- 2012: Berlin, Kunstplatz Bockenheim im Reiterstadion Olympiapark
- 2013: Potsdam, Schloss Sacrow
- 2018: Weimar, Galerie Schloss Ettersburg

### Gruppenausstellungen
- 1956: Frankfurt am Main, Frankfurter Kunstkabinett Hanna Bekker vom Rath
- 1957: Göttingen, Max-Planck-Institut für Geschichte
- 1959: Kopenhagen, Galerie Arthur Køpke
- 1970/1980/2000/2001: Berlin, Galerie Nierendorf
- 1972–1984: München, Kunstverein
- 1972–1993: Wasserburg am Inn, Arbeitskreis 68
- 1972–2000: Darmstadt, Verein zur Kunstförderung
- 1973/1984: München, Stuck Villa, Galerie Ketterer Kunst
- 1973–2001: Darmstadt, Darmstädter Sezession, (außerdem in: Krakau, Katowitz, Zakopane, Tschenstochau, Wien, Düsseldorf, Mirabel, Lavilledieu, Bonn, Bursa, Gavorrano, Szeged, Alkmaar, Troyes, Freiberg, Csongrád, Brescia)
- 1974–1995: Gauting, Kunstverein und Niederreuther Stiftung
- 1975/1977/1978/1986/1989/1993: München, Regensburg, Straubing, Gauting, Starnberg, Berlin, Amnesty International
- 1976: München, Galerie Günther Franke
- 1976: München, Münchner Stadtmuseum, Videotheater
- 1977–1995: Berlin, Freie Berliner Kunstausstellung
- 1979: München, Deutsches Museum, ADAC Sammlung
- 1979–2000: Berlin, Haus am Checkpoint Charlie
- 1981: Rockenhausen, Daniel-Henry Kahnweiler-Ausstellung
- 1985–1996: Berlin, Kunstamt Wedding, Ateliers in der Gerichtstraße
- 1986: München, Haus der Kunst
- 1987: Berlin, Festspielgalerie, 750 Jahre Berlin
- 1987: Los Angeles, Long Beach Museum of Art
- 1990: Dresden, Albertinum (Dresden)
- 1991: Hamburg, Deichtorhallen
- 1991: Kleinsassen, Kunststation Kleinsassen
- 1994/1995/2000: Mühltal-Trautheim, Galerie Lattemann
- 1995: Weimar, Kunstkabinett am Goetheplatz
- 1996: Weimar, Stadtmuseum Weimar
- 1999: Teltow und Gonfreville, Kultur-Centrum
- 2000: Kleinmachnow, Kammerspiele
- 2001: Weimar, Galerie Hebecker